# سوانینگتون (ایندیانا)
سوانینگتون (به انگلیسی: Swanington) یک منطقهٔ مسکونی در ایالات متحده آمریکا است که در شهرستان بنتون، ایندیانا واقع شده‌است. سوانینگتون ۱۵ نفر جمعیت دارد و ۲۴۴٫۱۵ متر بالاتر از سطح دریا قرار دارد.